# پتنباخ
پتنباخ (به آلمانی: Pettenbach) یک منطقهٔ مسکونی در اتریش است که در ناحیه کیرشدورف آندر کرمس واقع شده‌است. پتنباخ ۵۴٫۷ کیلومتر مربع مساحت دارد ۴۸۶ متر بالاتر از سطح دریا واقع شده‌است.